# Photinophyllum
Photinophyllum là một chi rêu trong họ Rhizogoniaceae.